# お誕生日おめでとう (茨城放送)
お誕生日おめでとう（おたんじょうびおめでとう）は、かつて茨城放送で放送されていたリクエスト番組。同局の長寿番組の一つであった。

## 概要
茨城放送開局4日目の1963年4月4日に「誕生日おめでとう」として放送開始（開局初日の4月1日からの3日間は開局記念番組のため放送なし、放送開始当初の放送時間は18:25 - 18:40）。1965年春頃、「お誕生日おめでとう」に改題された。番組開始以来毎日夜間に放送され、「放送日当日に誕生日を迎える人」に対してメッセージとリクエストを送るという内容だった。
2004年10月の改編から週1回の放送となり、「前の放送日から1週間の間に誕生日を迎えた人」とメッセージを送る人の対象が変更された。また、メッセージを送る場合には、あらかじめ『誕生日のある週』から2週間前までに茨城放送へ送ることを番組で呼びかけていた。
2021年1月の番組改編に伴い、2020年12月27日に放送終了、約57年9か月の歴史に幕を下ろした。
長らく朝日新聞社の一社提供番組だった。同趣向の番組は秋田放送、長崎放送でも2022年12月現在放送されている。

## 放送時間（JST）
月曜日～金曜日
- ？〜1994年3月 20:10 - 20:25
- 1994年4月〜1996年3月 22:45 - 23:00
- 1996年4月〜2004年3月 23:10 - 23:25

土曜日
- ？〜2004年3月 22:20 - 22:35

日曜日
- ？〜2004年3月 22:30 - 22:45

（ただし、選挙特番時は、午前に移動して放送）かつては午後枠で放送されていた。
2004年10月以降
- 2004年10月〜2006年3月 07:15 - 07:45（土曜の朝はオレンジ気分に内包される）
- 2006年4月〜2020年9月27日 毎週日曜日 16:00 - 16:15
- 2020年10月4日〜2020年12月27日（最終回） 毎週日曜日 10:10 - 10:30

## パーソナリティ
- 大和田憲子（元茨城放送アナウンサー、？〜1981年3月29日）
- 藤田加奈子（元茨城放送アナウンサー、1981年4月5日〜？）
- 山内よし枝（元茨城放送アナウンサー）
- 渡辺美奈子（元茨城放送アナウンサー）
- 増田明美（元茨城放送アナウンサー）
- 鈴木克枝（ラジオパーソナリティ）
- 木村さおり（元茨城放送アナウンサー）
- 永井淑子（元茨城放送アナウンサー）
- 石田絵里奈（元茨城放送アナウンサー・元文化放送アナウンサー）
- 田中里実（元茨城放送アナウンサー）
- 菊地真衣（茨城放送アナウンサー、？〜2020年9月27日）
- 山下真保子（元茨城放送アナウンサー、2020年10月4日〜2020年12月27日（最終回））

## テーマソング
放送終了時点
- スティーヴィー・ワンダー「ハッピー・バースデイ」